# 萝卜刀
萝卜刀是由哔哩哔哩up主“疯狂的问号493”设计的解压玩具，因为安全问题而引起人们的关注。

## 经历
2023年六月，哔哩哔哩up主“疯狂的问号493”受到了其他自媒体的启发，花了两天时间设计出了一款解压玩具名叫“重力幼崽小萝卜”。2022年6月10日，“疯狂的问号493”随后在哔哩哔哩上发布了重力幼崽小萝卜的视频，随后播放量破百万。但商家把这款玩具推向市场时，却改名为“萝卜刀”疯狂的问号493对此表示无奈。
2023年10月起，台灣各縣市教育局陸續禁止學生攜帶蘿蔔刀至學校。

## 安全争议
有部分家长认为，萝卜刀会致人受伤、激发儿童的暴力倾向。安徽蚌埠、江西九江等地教育局，都给家长发布了安全倡议书：要远离“萝卜刀”。